# Георги Најденов
Георги Спиров Најденов (буг. Георги Спиров Найденов; Софија, 21. децембар 1931 — Дамаск, 28. мај 1970) био је бугарски фудбалер који је играо на позицији голмана.

## Каријера
Сматра се једним од највећих бугарских голмана свих времена. Између 1955. и 1965. године одиграо је 176 утакмица за ЦСКА из Софије. Проглашен је за бугарског фудбалера године 1961. године. Најденов је освојио трофеј бугарског првака 8 пута (све са ЦСКА), као и Куп Бугарске, 3 пута (све са ЦСКА). Био је поштован због своје невероватне радне етике и одлучности током тренинга и утакмица.
За фудбалску репрезентацију Бугарске је одиграо 51 утакмицу и освојио бронзану медаљу на Летњим олимпијским играма 1956. године. Играо је за државни тим на два Светска првенства 1962. и 1966. године.
Чак и након што се повукао из фудбала, остао је један од најспремнијих играча у Бугарској, што је његову смрт учинило још мистериознијом. Преминуо је у Дамаску, у Сирији, а почетни извештаји су тврдили да је доживео срчани удар, иако су чланови његове породице и људи блиски њему сумњали да је отрован.

## Трофеји
ЦСКА Софија
- Прва лига Бугарске: 1955, 1956, 1957, 1958, 1959, 1960, 1961, 1962.
- Куп Бугарске: 1955, 1961, 1965.